# Genalguacil

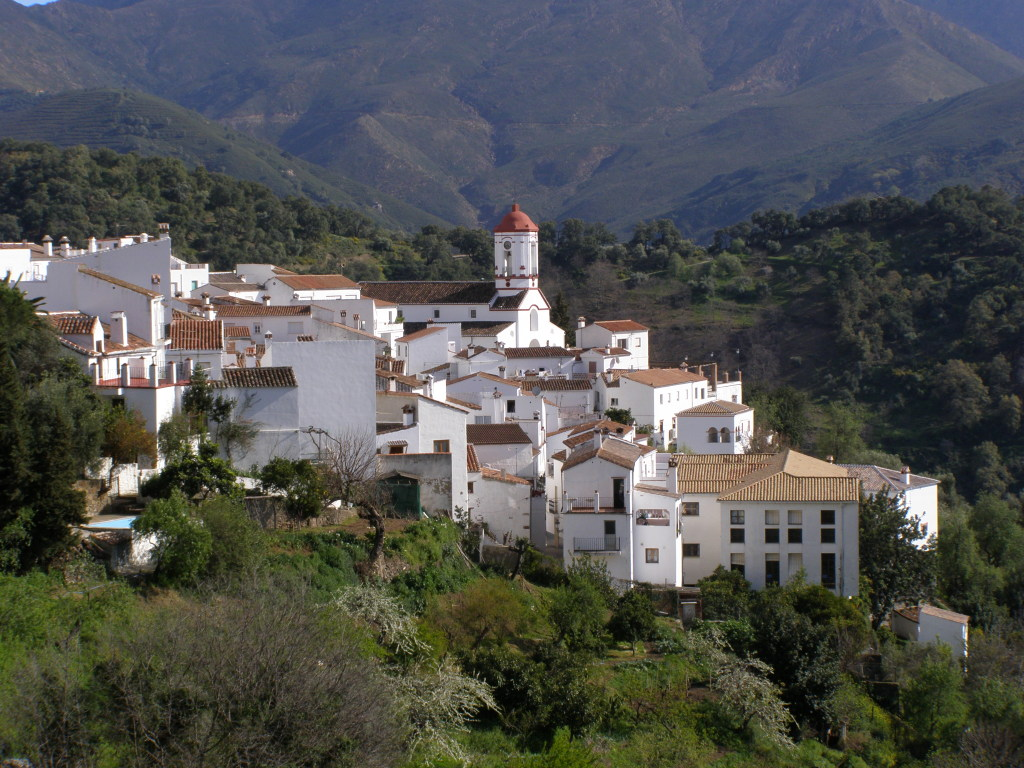
Vista de Genalguacil.

Genalguacil es un municipio español de la provincia de Málaga, en la comunidad autónoma de Andalucía. Está situado en el oeste de la provincia, en el Valle del Genal, siendo una de las poblaciones que conforman la comarca de la Serranía de Ronda y el partido judicial de Ronda.
Dista unos 45 km de Ronda y 147 km de la capital provincial. Cuenta con 393 habitantes y se encuentra a 403 m s. n. m.
Genalguacil pasó a formar parte de la asociación Los Pueblos Más Bonitos de España en el año 2021, siendo el segundo en obtener esta acreditación de la Provincia de Málaga.

## Geografía
El municipio de Genalguacil se encuentra enclavado en el Valle del Genal. Sus 31,87 km² se extienden desde el margen izquierdo del río Genal hasta las cumbres de Sierra Bermeja, sobre un territorio abrupto y empinado.
| Noroeste: Benarrabá | Norte: Jubrique | Nordeste: Jubrique |
| Oeste: Benarrabá    |                 | Este: Jubrique     |
| Suroeste: Casares   | Sur: Estepona   | Sureste: Estepona  |

## Naturaleza
Señalar el paraje natural de Los Reales de Sierra Bermeja, donde se pueden observar pinsapos (un tipo de abeto que solamente se puede observar en algunas sierras de las provincias de Málaga y Cádiz), pinos y alcornoques sobre peridotitas, un tipo de roca de origen volcánico.

## Historia
Dentro de su término municipal, en los llamados Reales Chicos, se han hallado molinillos de mano (para metales), pertenecientes a las culturas fenicia y helénica. Aquí hubo, en otro tiempo, valiosas minas de oro y de plata, hoy esquilmadas. El nombre actual proviene del árabe Genna-Alwacir que quiere decir Jardines del Visir.
Tras la llegada de los Reyes Católicos, la población musulmana siguió residiendo en esta villa, aunque dicha convivencia se rompió a mediados del siglo XVI, tras una sangrienta rebelión. Después de la expulsión de los musulmanes, Genalguacil fue repoblado con cristianos venidos de otras zonas cercanas. Ya en el año 1856, la villa fue entregada en señorío al duque de Arcos, hasta que una ley suprimió estos privilegios medievales.

## Geografía humana

### Demografía
Cuenta con una población de 397 habitantes (INE 2024).
| Gráfica de evolución demográfica de Genalguacil entre 1842 y 2021                                                     |
| |
| Población de derecho según los censos de población del INE. Población de hecho según los censos de población del INE. |

En el periodo comprendido entre el 2010 y el 2020 la población de Genalguacil ha descendido un 20 %, debido fundamentalmente a la emigración a las poblaciones turísticas de la Costa del Sol Occidental.

### Economía
Este pueblo vive mucho del turismo causado por su impresionante arte

#### Evolución de la deuda viva municipal
| Gráfica de evolución de Deuda viva del Ayuntamiento de Genalguacil entre 2008 y 2019                                |
| |
| Deuda viva del Ayuntamiento de Genalguacil en miles de Euros según datos del Ministerio de Hacienda y Ad. Públicas. |

### Transporte y comunicaciones
El único medio de transporte público para acceder al municipio es una línea de autobuses explotada por la empresa Transportes Generales Comes, que une Jubrique con Ronda, realizando paradas intermedias en Genalguacil y Algatocín. El servicio funciona de lunes a viernes excepto festivos, con un autobús por sentido al día. El autobús parte a las 7.00 de la mañana y regresa a las 13.45. El trayecto completo tiene una duración de unas 2 horas.

## Política y administración
Desde la vuelta de la democracia a España, con excepción de la primera legislatura, el municipio de Genalguacil ha estado gobernado por el Partido Socialista Obrero Español de Andalucía. En la actual legislatura (2015-2019) este partido tiene 5 concejales en el Ayuntamiento, mientras que el Partido Popular acapara los 2 restantes.
| Periodo   | Nombre                         | Partido       |
| --------- | ------------------------------ | ------------- |
| 1979-1983 | Nicolás González Domínguez     | Independiente |
| 1983-1987 | Fernando Centeno López         | PSOE-A        |
| 1987-1991 | Fernando Centeno López         | PSOE-A        |
| 1991-1995 | Fernando Centeno López         | PSOE-A        |
| 1995-1999 | Fernando Centeno López         | PSOE-A        |
| 1999-2003 | Fernando Centeno López         | PSOE-A        |
| 2003-2007 | Beatriz Álvarez Urda           | PSOE-A        |
| 2007-2011 | Beatriz Álvarez Urda           | PSOE-A        |
| 2011-2015 | Miguel Ángel Herrera Gutiérrez | PSOE-A        |
| 2015-2019 | Miguel Ángel Herrera Gutiérrez | PSOE-A        |
| 2019-2023 | Miguel Ángel Herrera Gutiérrez | PSOE-A        |

## Monumentos y lugares de interés

### Escultura al aire libre
El principal atractivo de este pueblo es que es un "pueblo museo". Cada dos años, artistas de todas partes se reúnen aquí para, durante una semana, hacer distintas piezas de arte que luego dejarán expuestas de manera permanente en las calles del pueblo. Genalguacil es, pues, un museo al aire libre, y caminando por sus callejuelas empedradas uno se encuentra pinturas en las paredes, esculturas, troncos tallados...; que se integran con el entorno (como una escultura de una viejecilla debajo de una cuesta, que se llama Hasta el moño de tanta cuesta). Cada detalle (números de las casas, nombres de las calles, bancos para sentarse, chimeneas) está terminado de alguna manera algo artística u original, convirtiendo el pasear por las calles en un auténtico pasillo de museo.

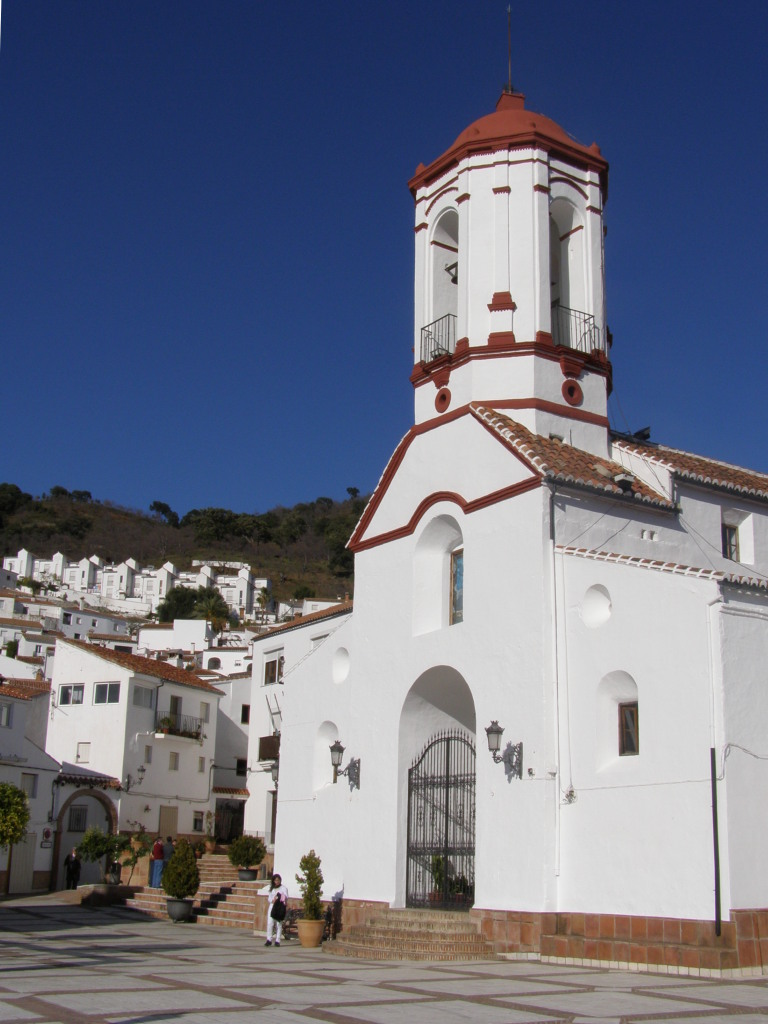
Iglesia de San Pedro Mártir de Verona

### Museo de Arte Contemporáneo Fernando Centeno López
Fue inaugurado en 1994 y lleva su nombre en honor al exalcalde Fernando Centeno López. Las obras expuestas en este Museo pertenecen a los artistas participantes en los Encuentros de Arte de Genalguacil que organiza cada año el Ayuntamiento de Genalguacil. Las obras reflejan el entorno del Valle del Genal, ya sea a través del empleo de materiales y recursos autóctonos del lugar, o por la temática, motivo o planteamientos desarrollados.

## Cultura

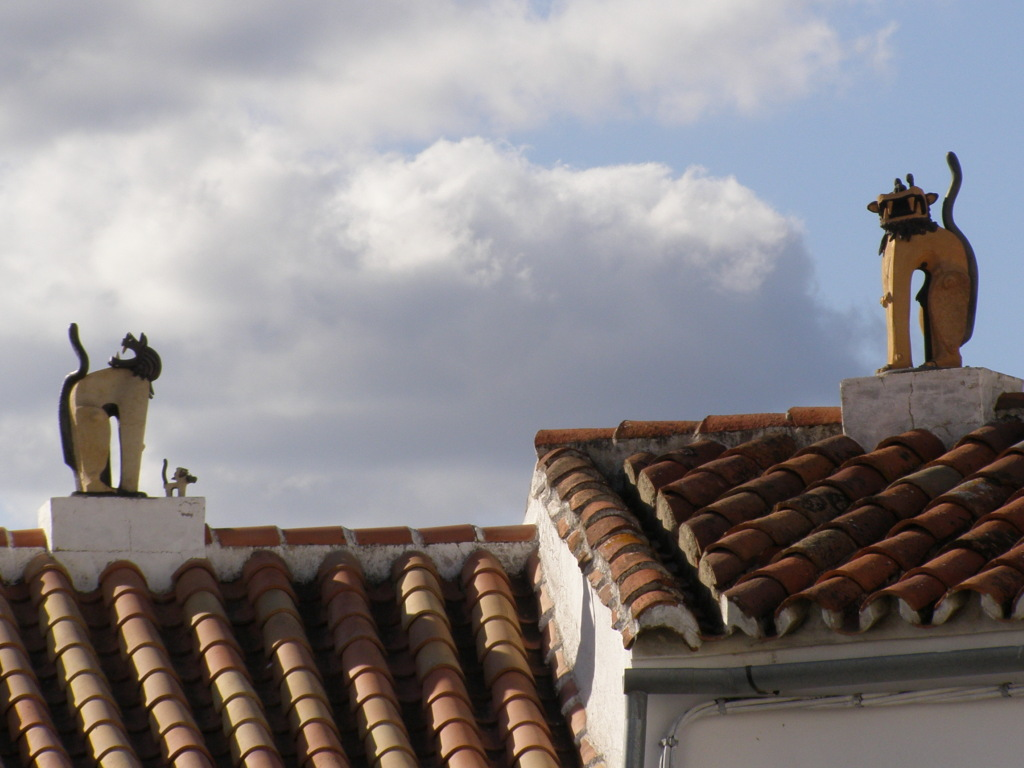
Tejados decorados de Genalguacil

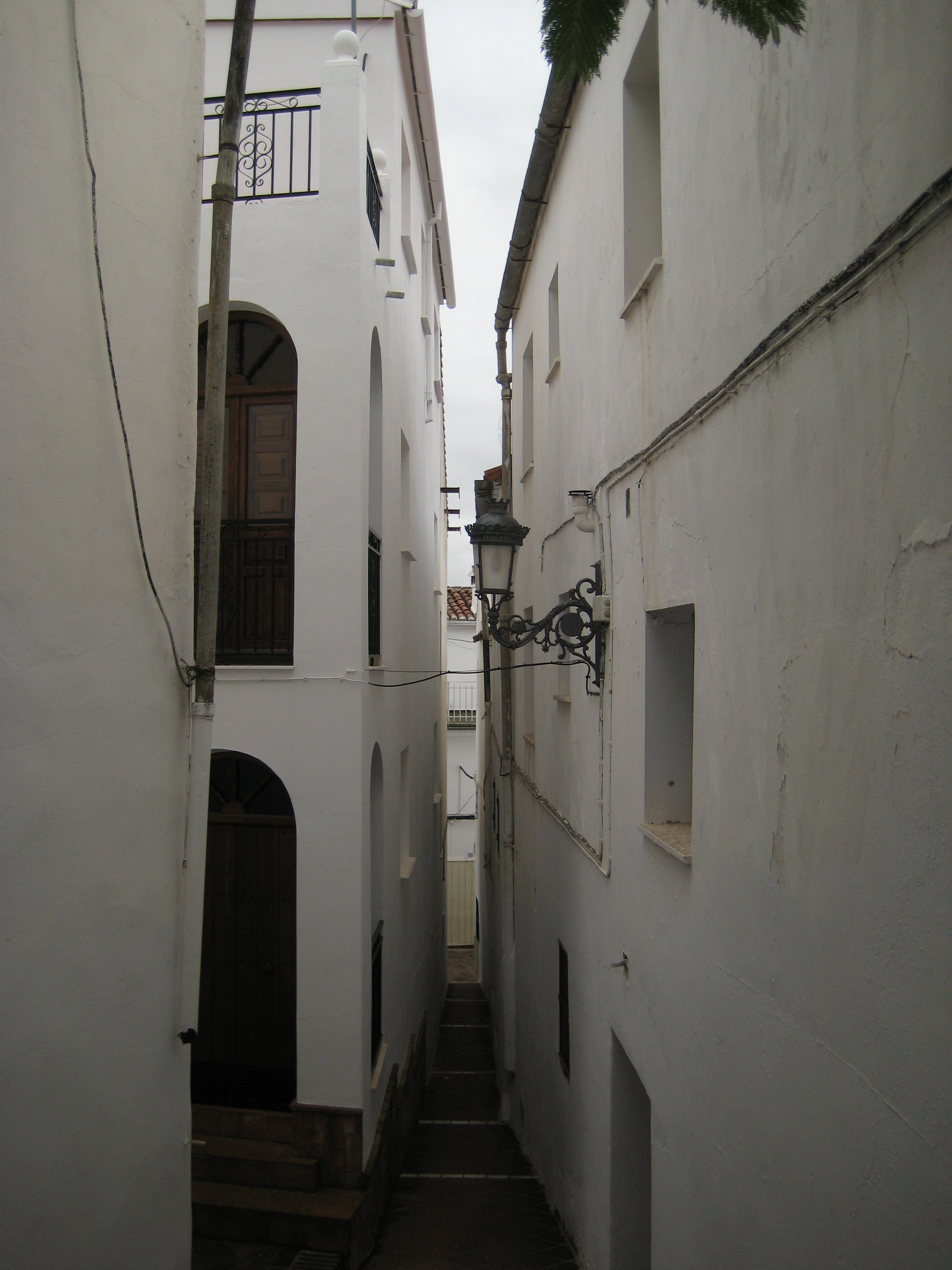
Calle Genalguacil

### Artesanía
En Genalguacil se producen artesanalmente artículos de anea y corcho, canastos de varetas de oliva y caña y esencias naturales.

### Gastronomía
Son muy conocidas y demandadas las sopas de tomate y gazpacho caliente, los revueltos de ajetes y setas y el salmorejo de carne, así como las chacinas.

### Fiestas
Genalguacil cuenta con un amplio calendario de fiestas a lo largo de todo el año que se inicia el 2 de febrero con la Candelaria. Posteriormente, el 29 de abril tiene lugar la Feria en honor del patrón, San Pedro Mártir de Verona. Como es costumbre, cuando pasa el santo por las calles se le arroja arroz desde los balcones al tiempo que se lanzan cohetes.
Durante la Semana Santa uno de sus momentos más significativos es el Domingo de Resurrección, con la celebración del Huerto del Niño, en la que la tradición del trabajo agrícola se une a la devoción por la resurrección de Cristo, que se hace visible en el encuentro entre la Virgen y el Niño Jesús. Es un acto muy emotivo en el que existe una gran participación popular.
Con la llegada del verano, también es tradicional la celebración de lo que se llama el primer baño de la temporada, en el que los vecinos bajan hasta el río Genal para darse un chapuzón y pasar el día entre amigos.
Desde 1994 se viene desarrollando en la primera quincena de agosto el Encuentro de arte Valle del Genal, ahora de carácter bienal. El Ayuntamiento ofrece a los participantes alojamiento, comida y materiales y éstos, a su vez, dejan en el pueblo las obras que realizan en las dos semanas que dura la actividad.
El tostón de castañas en noviembre y las comparsas en Navidad cierran el calendario festivo.